# Rivière Blanche (Saint-Ulric)
Pour les articles homonymes, voir Rivière Blanche.
La Rivière Blanche est un affluent du littoral sud du fleuve Saint-Laurent (péninsule gaspésienne), se déversant dans la municipalité de Saint-Ulric, dans la municipalité régionale de comté (MRC) de La Matanie, dans la région administrative du Bas-Saint-Laurent, dans la province de Québec, au Canada.
La rivière traverse successivement Sayabec, Saint-Damase) et Saint-Ulric.

## Géographie
La rivière Blanche prend sa source au lac Malcolm (longueur : 1,0 km ; altitude : 249 m) dans les monts Chic-Chocs. Ce lac est situé Sayabec au sud-est du littoral sud de l'estuaire maritime du Saint-Laurent, au nord-ouest du centre du village de Sayabec, au nord-est du centre du village de Saint-Moïse et au nord-ouest du Lac Matapédia.
À partir du lac Malcolm, la rivière Blanche coule généralement en direction nord-est, puis nord-ouest, sur environ 38 km répartis selon les segments suivants :
- vers le nord-ouest dans le canton de MacNider, en passant sous le pont du chemin d'Astous et en recueillant les eaux de la décharge du lac Sauvagesse (venant du nord-est), jusqu'à la route du lac Malcolm ;
- vers le nord-ouest, jusqu'à la décharge du lac Michaud (venant de l'ouest) ;
- vers le nord-est, jusqu'au pont de la route du lac Malcolm ;
- vers le nord, en longeant sur 0,7 km le chemin du 11e Rang, puis se dirigeant vers le nord-ouest jusqu'au pont du chemin du 10e Rang Est ;
- vers le nord, jusqu'à la décharge du lac de Saint-Damase ;
- vers le nord, jusqu'à la décharge du lac Boucher ;
- vers le nord-est, jusqu'à la décharge du lac au Foin (venant de l'Est) ;
- vers le nord, jusqu'au chemin du 9e rang Est ;
- vers le nord-est, en recueillant les eaux de la décharge du lac Ouellet venant du sud-est et du lac du Sault venant de l'est.
- vers le nord-est, jusqu'à la décharge du lac de la Marne (venant du sud) ;
- vers le nord-est, en passant sous le pont du chemin du 4e rang Ouest, jusqu'à la confluence de la rivière Blanche Sud  venant du sud ;
- vers le nord, en serpentant jusqu'au chemin du 4e rang Ouest ;
- vers le nord-est, jusqu'à un pont routier ;
- vers le nord, en serpentant, jusqu'au pont couvert
- vers le nord, en serpentant, jusqu'au pont routier ;
- vers le nord, en serpentant, jusqu'au pont de l'Avenue du Centenaire ;
- vers le nord-ouest, en passant sous le pont de la route 132, jusqu'à sa confluence[2].

La rivière Blanche se déverse sur la rive sud du fleuve du Saint-Laurent à la hauteur au village de Saint-Ulric, soit une quinzaine de kilomètres à l'ouest de Matane.

## Toponymie
De ces ruptures de pente jaillissent des tourbillons producteurs d'écume, ce qui explique le qualificatif Blanche attribué au cours d'eau. Une carte de Samuel Holland (1803) indique « Grande Rivière Blanche » désignant le cours d'eau à l'ouest et « Little Riv. Blanche » pour celui à l'est.
Le toponyme Rivière-Blanche a été retenu officiellement pour désigner un hameau de Saint-Ulric et aussi l'ancienne gare de l'endroit, aujourd'hui transformée en musée. La municipalité de Saint-Ulric-de-Matane fut initialement (1844) désignée sous le nom de Rivière-Blanche. Variante toponymique : Rivière Blanche Bras Ouest.
Le toponyme Rivière Blanche a été officialisé le 5 décembre 1968 à la Commission de toponymie du Québec.